# Lingnan-Kultur
Die Lingnan-Kultur (chinesisch 嶺南文化 / 岭南文化, Pinyin Lǐngnán Wénhuà) ist eine neolithische Kultur in Guangdong und auch die Bezeichnung für verschiedene kulturelle Erscheinungen der Gegenwart in Guangdong und den nahegelegenen Provinzen im südöstlichen China.

## Neolithische Ursprünge
Als Zentrum der Lingnan-Kultur wird heute Guangzhou angesehen. Historisch wird die Lingnan-Kultur bei der Stadt Yingde (英德,  Yīngdé) angesiedelt. Diese Stadt liegt im Bereich der neolithischen Kultur des Lingnan-Gebietes und hieß zu dieser Zeit Yingzhou (英州,  Yīngzhōu), nach einer Steinart, die im Neolithikum dort abgebaut wurde. Während der Südlichen Song erhielt das Gebiet den Namen Yingde. Heute ist es mit 5671 km² die größte Verwaltungseinheit auf Kreisebene in der Provinz Guangdong und verwaltet 30 Ortschaften eines Tourismusgebietes. Im Verlauf der Geschichte wurde diese Gegend von zahlreichen Persönlichkeiten aufgesucht, die unvergängliche Steindokumente hinterließen. Hier finden sich zahlreich Steinartefakte, welche Zeugen der neolithischen Kultur in Lingan sind.

## Lingnan-Kultur in der Gegenwart
Die Lingnan-Kultur des Neolithikums hat keine direkte Nachfolge gefunden. Was heute als Lingnan-Kultur bezeichnet wird, findet im geographischen Bereich Lingnan statt und bezieht sich zunächst auf klimatisch bedingte Besonderheiten und charakterliche Eigenschaften der Bevölkerung in diesem Gebiet, die sich von denen der Han-Chinesen in der chinesischen Zentralebene unterscheiden. Diese Unterschiede werden in den Bereichen Wertesystem, soziale Kompetenz, Ästhetik sowie in den kulturell bedingten Bereichen Kampfsport und Ernährung angesiedelt.
So sollen in Wissenschaft und Wirtschaft, Effizienz und Pragmatismus vorherrschen und zudem die Fähigkeit, Altes durch Neues zu ersetzen. Denkprozesse gründen in Vorstellung und genauer Beobachtung. Lingnan wird als Entwicklungsgebiet für neues Denken und neue Methoden für das gesamte China angesehen. Hier mischen sich das ursprüngliche Denken in Lingnan mit der Art zu denken in der Zentralebene und im westlichen Denken. Vorangetrieben wird dies durch die Anwesenheit zahlreicher Überseechinesen.
In Ästhetik und Kunst basiert die Lingnan-Kultur auf einer fast göttlichen Verehrung der Natur, auf emotionaler Geradlinigkeit und der Ablehnung obskurer Details und künstlicher Effekte. Schwerpunkte der ästhetischen Kultur in Lingnan sind die Gestaltung der Parkanlagen, die Oper, Musik, Literatur, Malerei und Kalligraphie sowie in der Architektur.

### Kultur der Auslandschinesen als Basis für die Lingnan-Kultur
Die Entstehung der modernen Lingnan-Kultur basiert auf der Kultur der Auslandschinesen. Diese ist wiederum in den Heimatorten der Auslandschinesen in Guangzhou und Fukien entstanden. Die Geschichte der Kultur der Auslandschinesen ist nicht nur eine Geschichte des Leidens, der Unternehmungen und des Patriotismus. Grundlegender Faktor ist die Förderung des Austausches zwischen ausländischen Kulturen und der chinesischen Kultur. Diese Brückenfunktion (“侨”, das Zeichen Qiao in Huaqiao, Auslandschinesen) beinhaltet das Studieren, Verstehen und das Auswählen aus ausländischen Kulturen und lehnt die Unterwerfung unter diese Kulturen ab. Es fördert die Entwicklung der in den Heimatorten bestehenden Kultur in Guangzhou und Fukien. Es aktiviert die historische Entwicklung der ethnischen Minderheiten in diesem Gebiet.

### Die Kultur Macaos und die Lingnan-Kultur
Macao wird als chinesisches Territorium betrachtet und als Bestandteil der Lingnan-Kultur. Seit den Pachtverträgen mit Portugal im 16. Jh. spielte Macao eine wesentliche Rolle in der kulturellen Vermittlung zwischen West und Ost. Zunächst drangen die in Macao durch chinesische Persönlichkeiten über den Westen gesammelte Erkenntnisse nach Guangdong vor, um von da nach ganz China einzudringen. Dies betraf die Bereiche Wissenschaft und Technik, Religion und Kunst, Wertesystem und Bildungssystem. Diese west-östliche Vermittlerrolle ist ein konstituierender Bestandteil dessen, was zur Lingnan-Kultur gerechnet wird. Eine weitere Voraussetzung ist, dass Macao fest in der chinesischen Kultur verankert war.

### Der Einfluss Hongkongs auf die Lingnan-Kultur
Da Hongkong durch die Rolle als Kronkolonie eine andere politische und kulturelle Entwicklung nahm als Macao und Guangzhou, kann es nicht vollständig dem Bereich der Lingnan-Kultur zugerechnet werden. Das Konzept der Lingnan-Kultur bleibt daher auf Macao und das Gebiet des Perlflusses beschränkt. Dennoch gibt es ein gegenseitiges Verständnis der ähnlichen Strukturen in beiden Gebieten. Insbesondere seit den 60er Jahren des 20. Jh. wird in Guangdong anerkannt, dass Hongkong eine raschere Modernisierung durchlaufen hat. Hongkong, das für Guangdong auch als „Hafen zur Welt“ diente und wesentliche Investitionen brachte, hat in Guangzhou Managementmethoden, Lebensweisen, Ernährung und Modetrends wesentlich beeinflusst. Auch eine gewisse Gleichgültigkeit gegenüber Politik und Kultur, wie sie die Lingnan-Kultur zeigt, abweichende Denkweisen bezüglich der Nachhaltigkeit, die Lebensfreude und die Zufriedenheit mit einem bescheidenen Wohlstand sind von Hongkong beeinflusst worden.

## Ausprägungen der Lingnan-Kultur
Der Begriff „Lingnan-Kultur“ wurde um 1920 entwickelt, als Maler und Architekten damit begannen, die Besonderheiten dieser Region in ihre Arbeiten zu integrieren. Dabei spielten die von der Han-chinesischen Kultur abweichenden lokalen Besonderheiten der geographischen Region Lingnan eine Rolle, die sowohl durch das Klima als auch durch die Minderheitenbevölkerung und die regen Kontakte mit dem Ausland, vermittelt durch die Auslandschinesen, sich herausgebildet hatten.

### Neue Malerei in Lingnan
Die allgemeinen Gesichtspunkte im Abschnitt „Kultur der Auslandschinesen …“ wird konkretisiert am Beispiel eines Trends in der Malerei, der Lingnan-Schule. Während der Zeit der „Neue-Kultur-Bewegung“ von 1920 bis 1930 suchten Intellektuelle aus Kanton (Guangzhou) nach erweiterten Möglichkeiten des malerischen Ausdrucks durch eine organische Verbindung westlicher und chinesischer Traditionen. Die Möglichkeiten der chinesischen Tuschemalerei wurden durch Methoden der westlichen Malerei erweitert, in dem die Möglichkeiten der orthodoxen Malerei durch „säkulare“ Elemente aus dem Westen bereichert wurden. Diese Synthese konnte gelingen aufgrund der Offenheit der Menschen aus Guangdong gegenüber humanistischen, liberalen und wissenschaftlichen Ansichten aus dem Westen.

### Lingnan-Architektur
Als erster Architekt, der seine Bauten bewusst in den Elementen der Lingnan-Architektur begründete, ist der in Deutschland ausgebildete Xia Changshi anzusehen.
Wissenschaftlich erforscht wird die Lingnan-Architektur, wie die Lingnan-Schule, seit den 1930er Jahren. Namhaft aktiv ist Lu Yuanding. Die Lingnan-Architektur wird definiert durch den ausländischen Einfluss, begünstigt durch die Lage nahe dem Chinesischen Meer, am Delta des Perlflusses und von Hongkong und instrumentalisiert durch kulturelle und kommerzielle Kontakte. Regionale Ausprägungen sind im Bereich Changsha, im Perlflussdelta und der Hakka entstanden. Übergreifende Elemente sind Anpassungen an das Klima, wie die großen Arkadengänge, horizontale Belüftungssysteme durch perforierte Backsteine und luftdurchlässige Dachkonstruktionen. Dazu gehört auch die Konstruktion beweglicher Schattenspender aus Weidengeflecht.

#### Indigene Elemente
Die indigenen dekorativen Elemente Steinbearbeitung, Malerei auf Holz und Wandbemalung der Lingnan-Architektur wurden in Shawan (沙湾,  Shāwān) nahe Guangzhou entwickelt.

##### Familientempel in Lingnan

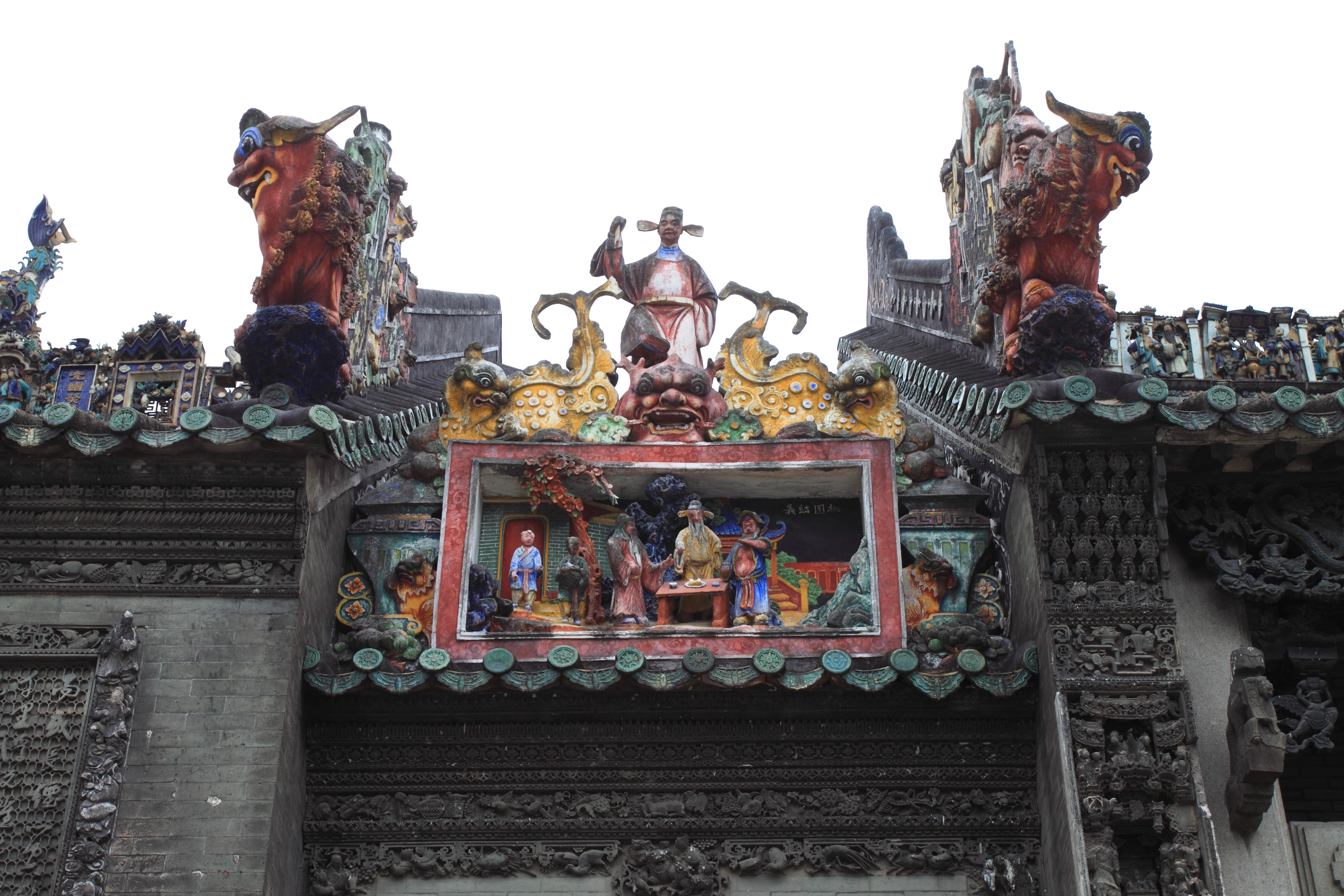
Ahnentempel der Familie Chen in Guangdong

Ein ausgereiftes Beispiel für diese Richtung der Lingnan-Architektur ist der Ahnentempel der Familie Chen (陈家祠堂,  Chén Jiā cítáng) in Guangzhou. Diese Architektur ist üppig ausgestattet mit einfarbigen Basreliefs und farbigen, in Holz geschnitzten bemalten Szenen auf der Facade und den Dächern der Gebäude. Ebenfalls gehört zu dieser Gruppe die Liugeng Halle (留耕堂,  Liúgēng Táng) aus der Zeit des Kangxi-Kaisers in Shawan.

##### Tulou und Viereckhäuser der Hakka

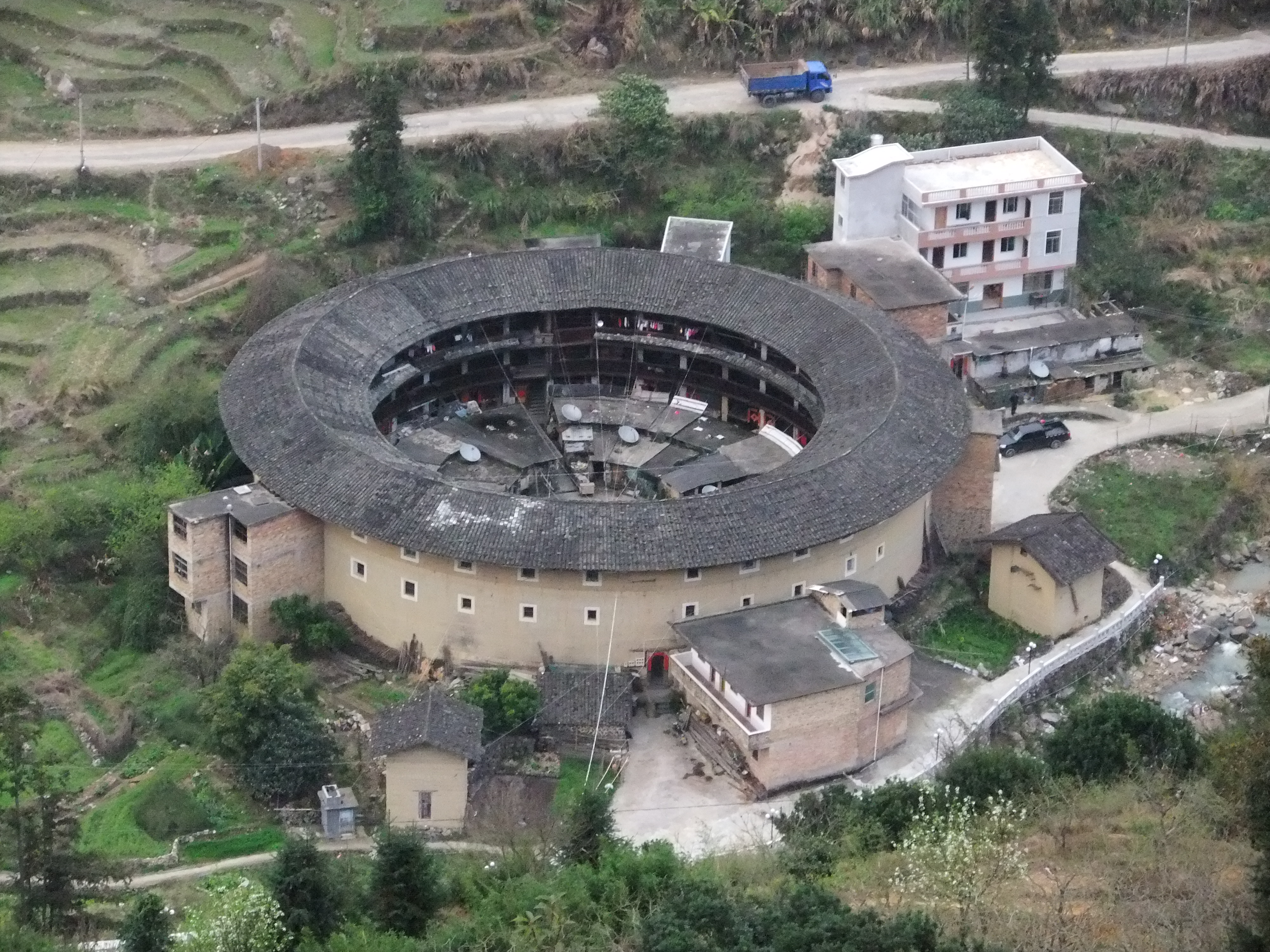
Nanjiangcun

Die Volksgruppe der Hakka war aus der Zentralchinesischen Ebene bereits vor der Gründung des Chinesischen Reiches in das Gebiet südlich des Nanlinggebirges eingewandert. Sie entwickelten dort eine eigenständige Kultur, die sich u. a. in spezifischen Wohnformen bis heute zeigt. Der bekanntere Bestandteil dieser Architektur sind die Tulou (Rundhäuser), welche in einem durch eine Außenmauer bewehrten Gebäude bis zu 500 (800?) Menschen vor Überfällen schützt. Eine weiter Ausformung dieser durch die Umwelt bedingten Architektur sind die Viereckhäuser (sijiaolou). Neben der Abwehr von feindlichen Überfällen sind sie vor allem auch konstruiert, um die Überschwemmungen im Flussgebiet des Li Jiang zu überstehen. Abgesehen von einem doppelten Drainagesystem für normales Wasser und Hochwasser getrennt, sind die Mauern sehr resistent gegen Wasser. Sie bestehen aus gestampftem Lehm, Steinschichten und Schichten von Reisbrei, letztere zur Festigung der Struktur. Sie haben u. a. bis heute überlebt im Stadtteil Xingjing der Stadt Linzhai. Die Hakka sind ethnisch den Han-Chinesen zuzurechnen. Durch die Anpassung ihrer Lebensform an die Umwelt des Lingnan sind sie zu einer begründenden Kraft der Lingnan-Kultur geworden.

#### Klimabedingte Merkmale der Lingnan-Architektur
Durch das Klima bedingte Merkmale sind breite Durchgänge, Kolonnaden, ein natürliches horizontales Belüftungssystem mittels perforierter Backsteine und Dachkonstruktionen, welche ausreichend Lücken für die Belüftung aufweisen. So nach einer eingehenden Analyse der südchinesischen Architektur durch den Architekten Hsia Changshi in den 1950er Jahren.

#### Merkmale der Anwesen in Xiguan
Als Beispiel für die Lingnan-Architektur in Guangdong werden die Familienanwesen in Xiguan angesehen. Diese traditionellen Gebäudekomplexe wurden als Ziegel-Holzkonstruktionen errichtet mit Mauerwerk aus schwarzen Ziegelsteinen und Granitsteinen zur Hervorhebung des Haupteingangs. Der Grundriss entspricht der Tradition der Zentralchinesischen Ebene und entfaltet sich auf einer Süd-Nord-Achse vom Haupteingang aus gesehen. Auf die Eingangshalle folgt die Haupthalle und danach der Frauenkomplex. An die Gebäude auf der Mittelachse sind rechts und links Nebengebäude angelehnt, die jeweils spezifische Aufgaben erfüllen. So gehören zu der Haupthalle eine Halle für die Verehrung der Götter und die Ahnenhalle. Weitere Nebengebäude sind z. B. die Bibliothek und die Gästezimmer.
Eine weitere Besonderheit der Lingnan-Architektur sind die Qilou (骑楼,  qílóu), Arkadengänge an der Straßenseite der Gebäude, die sich von hier aus nach ganz Südchina und in die anliegenden Länder ausbreiteten. Die Idee ist Klimabedingt, die Arkaden schützen vor häufigen Regenfällen.

#### Durch ausländische Einflüsse bedingte Architektur

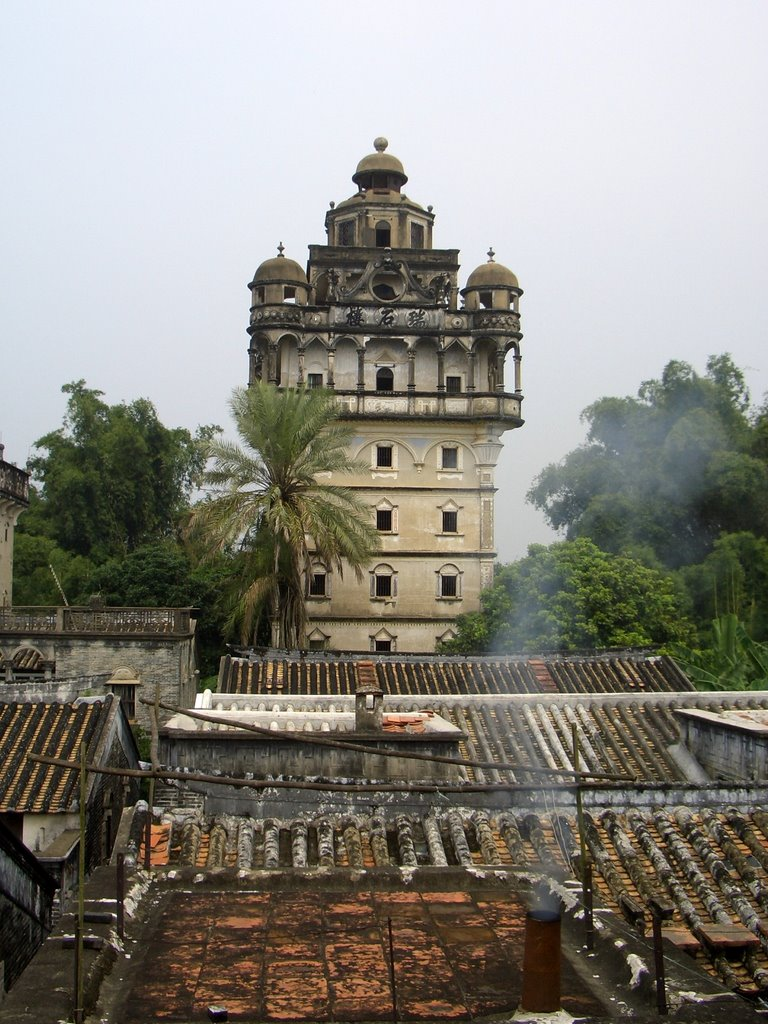
Diaolou in Kaiping

##### Kaiping Diaolou
Die Kaiping Diaolou (Wachtürme) (开平雕镂,  kāipíng diāolòu) sind ein Beispiel für die Zugehörigkeitsdefinition zur Lingnan-Architektur auf Basis der Verschmelzung von ausländischer mit chinesischer Kultur.
Aufgrund der geographischen Lage zwischen verschiedenen Verwaltungsgebieten und der dadurch bedingten Herrschaft von Banditen im Gebiet von Kaiping, welches zudem von heftigen Regenfällen und zahlreichen Flussläufen unwegsam gemacht wurde, war die Bevölkerung bereits seit der Ming-Zeit genötigt, sich in hohen Türmen, welche zur Verteidigung und zur Abwehr des Hochwassers dienten, einzurichten. Mit der Befriedung des Gebietes zu Beginn der Qing-Zeit wurden die Diaolou seltener, aber nach 1840, mit dem Ausbruch des Opiumkrieges, wurde diese Bauart wiederbelebt. Aufgrund der chinafeindlichen Politik kehrten zahlreiche Auslandschinesen aus den USA und Kanada in ihre Heimatorte zurück. Sie bauten, kauften Land und heirateten. Um sich gegen die tagtäglichen Bandenüberfälle zu sichern, griffen sie auf die Bauform der Verteidigungstürme (Diaolou) zurück. Die große Anzahl von Diaolou, welche auf unterschiedliche Art chinesische und westliche Merkmale kombinierten, bildeten ein kulturelles Merkmal im modernisierten Kaiping des 20. Jh. Zur Zeit (2007) existieren noch 1833 Diaolou. Auf der 31. Konferenz der UNESCO wurden sie in die Liste des UNESCO-Welterbes (Asien und Ozeanien) aufgenommen.

### Gartengestaltung in der Lingnan-Kultur

#### Yuyin-Garten

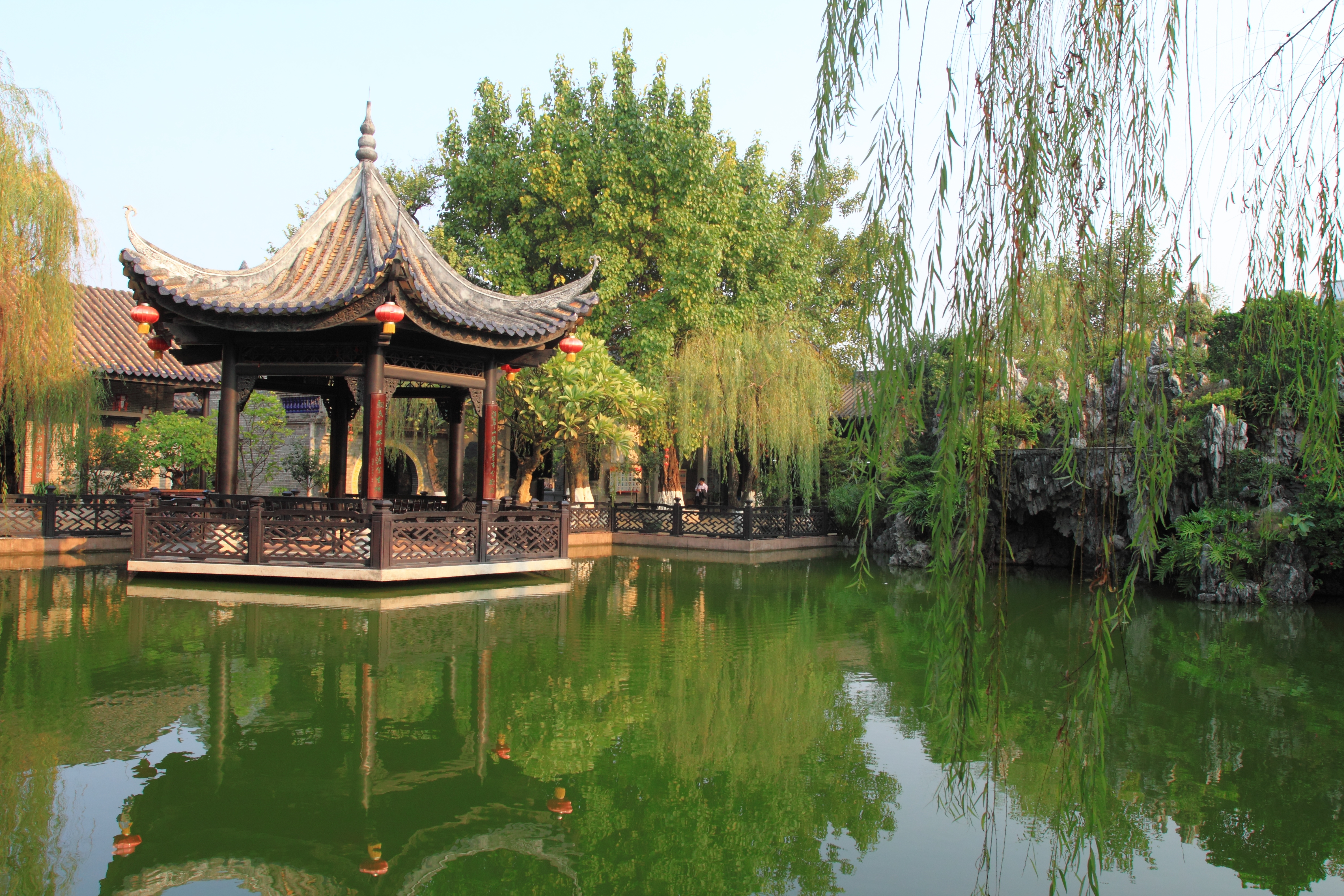
Yuyin Garten in Panyu, Guangdong

Der Yuyin Garten (余荫园,  Yúyìn Yuán) in Panyu (番禺,  Pānyú) wird unter die vier berühmtesten Gärten in Guangdong gezählt. Seine Zuordnung zur Lingnan-Kultur erfolgt aufgrund seiner Lage in Guangdong und aufgrund der stilistischen Merkmale. Mit 2000 m² Grundfläche ist er sehr klein, beinhaltet jedoch alle Bestandteile eines chinesischen Gartens wie Pavillons, Terrassen, Pagoden, Hallen, Restaurants, Kioske, Brücken und Galerien, Felsberge und klares Wasser. Er ist "Nationales bedeutendes geschütztes Kulturobjekt" Denkmäler der Volksrepublik China (Guangdong 5-501).

#### Liang Yuan
Liang Yuan (梁园,  Liáng yuán), ist eine Sammelbezeichnung für die Gärten der Familie Liang in Foshan (佛山,  Fòshān). Die wichtigsten von ihnen sind Die 12 Steinstudios, Die Hütte unter dem Sternenhimmel, Die Grashütte am Fenfluß und Anwesen des kühlen Duftes. Die Namen zeigen, dass es sich um individuelle Gärten handelt. Sie wurden nicht nach einem vorgegebenen Plan erbaut, sondern den örtlichen Gegebenheiten angepasst. Sie wurden innerhalb von 40 Jahren während der Regierungsdevisen Jiaqing und Daoguang (1796–1850) von dem Literaten Liang Airu und drei weiteren Mitgliedern der Familie Liang errichtet. Die Liang-Gärten sind die klassischen Vertreter der Gärten der Schicht der Gebildeten in Lingnan. Sie werden dafür gerühmt, dass sie individuell gestaltet sind. Hervorgehoben wird, dass die Pflanzen ihre natürliche Funktion erfüllen, die Bäume Schatten spenden, die Blüten ein teppichartiges Muster ergeben und die Gewässer auf natürliche Weise durch die Anlage fließen. Ausgerichtet sind die Kompositionen an den Vorstellungen von klassischen Gedichten und Gemälden. Daraus ergeben sich die Eigenheiten des Lingnanstils.